# Liste der Monuments historiques in Agde
Die Liste der Monuments historiques in Agde führt die Monuments historiques in der französischen Stadt Agde auf.

## Liste der Bauwerke
| Bezeichnung                | Beschreibung | Standort                                  | Kennzeichnung | Schutzstatus | Datum     | Bild |
| -------------------------- | ------------ | ----------------------------------------- | ------------- | ------------ | --------- | ---- |
| Leuchtturm Mont-Saint-Loup |              | (Lage)                                    | PA34000082    | Inscrit      | 2011      |      |
| Kathedrale St-Étienne      |              | (Lage)                                    | PA00103340    | Classé       | 1840      |      |
| Schloss Laurens            |              | (Lage)                                    | PA00135387    | Classé       | 1996      |      |
| Rundschleuse               |              | (Lage)                                    | PA34000002    | Inscrit      | 1996      |      |
| Kirche St-André            |              | Place Gambetta (Lage)                     | PA00103341    | Classé       | 1984      |      |
| Fort de Brescou            |              | (Lage)                                    | PA34000001    | Inscrit      | 1996      |      |
| Eiskeller                  |              | 5, place de la Glacière (Lage)            | PA00135386    | Inscrit      | 1995      |      |
| Hôtel Malaval              |              | 22, rue de l’Amour (Lage)                 | PA00103343    | Inscrit      | 1965      |      |
| Hôtel Viguier-Guerin       |              | 14, rue de la Placette (Lage)             | PA00103344    | Inscrit      | 1965      |      |
| Hôtel de Ville             |              | (Lage)                                    | PA00103345    | Inscrit      | 1935      |      |
| Wohnhaus                   |              | 1, rue du Plan-Boudou (Lage)              | PA00103346    | Inscrit      | 1965      |      |
| Wohnhaus                   |              | 5, rue Michelet (Lage)                    | PA00103347    | Inscrit      | 1965      |      |
| Renaissance-Haus           |              | (Lage)                                    | PA00103348    | Inscrit      | 1937      |      |
| Bischofspalast             |              | Quai du Chapitre Place Jean-Jaurès (Lage) | PA00103342    | Classé       | 1984 1992 |      |
| Brücke Saint-Joseph        |              | (Lage)                                    | PA34000009    | Inscrit      | 1997      |      |
| Stadtbefestigung           |              | Rue du Quatre-Septembre (Lage)            | PA00103349    | Classé       | 1984      |      |
| Tour des Anglais           |              | (Lage)                                    | PA00103350    | Inscrit      | 1939      |      |

## Liste der Objekte
- Monuments historiques (Objekte) in Agde in der Base Palissy des französischen Kultusministeriums